# 公孙宿
公孙宿，姬姓，名宿，一作公孙成，鲁国公族，孟懿子时的成宰。
孟懿子的儿子孟孺子洩曾准备在成地养马，公孙宿不接受，给出的理由是因为成地百姓贫困，孟懿子不在这里养马。孺子发怒，侵袭成地，跟从的人们没能攻入，就回去了。成地的官员派人去孟孙氏那里，孺子鞭打了来人。前481年八月十三日，孟懿子死了，成地的人去奔丧，孺子不接纳。成地的人脱去上衣、帽子而在大路上号哭，表示愿供驱使，孺子不答应。成地的人害怕，不敢返回。前480年春季，成地背叛孟氏投靠齐国，孟武伯攻打成地，没有攻下。
前480年冬季，鲁国和齐国讲和，子服景伯和子贡作为使者前去齐国会见公孙宿，告诉他人们都是别人的臣下，也都有背叛别人的念头。齐国人虽然替公孙宿服役，又怎会没有二心呢？作为周公后裔的公孙宿享受着巨大的利益还想做不义的事情，利益没有得到却失去了祖国，何必这样呢？公孙宿认可了，并说没有早听到这番话。子服景伯和子贡会见陈成子之后，成地被归还鲁国，公孙宿带着他的武器装备进入齐国的嬴地。